# Julius Nagel
 Leopold Julius Nagel (* 17. September 1809 in Bahn in Hinterpommern; †  17. Januar 1884 in Breslau) war ein deutscher evangelisch-lutherischer Theologe.

## Leben
Julius Nagel studierte an der Universität Berlin, unter anderem Theologie bei Friedrich Schleiermacher. 1835 war er Pfarrer in Kolzow auf der Insel Wollin und seit 1841 in Trieglaff (Hinterpommern) in der preußischen Provinz Pommern. Er vertrat gegenüber der Union eine kritische Haltung. Dies führte dazu, dass er 1847 von seinem Pfarramt zurücktrat und aus der offiziellen Evangelischen Kirche in Preußen austrat.
Nagel wurde einer der Wortführer der Evangelisch-Lutherischen Kirche in Preußen, die sich von der evangelischen Landeskirche abgesondert hatte und offiziell nicht anerkannt war. Von 1852 bis 1881 war er Superintendent in Breslau und Mitglied des lutherischen Oberkirchenkollegiums. Für seine separierte Kirche setzte er gegenüber der offiziellen Landeskirche und dem preußischen Staat eingeschränkte Rechte durch, unter anderem das Recht auf Gemeindebildung. 1869 trat er mit dem Buch Die evangelisch-lutherische Kirche in Preußen und der Staat an die Öffentlichkeit.

## Schriften (Auswahl)
- Ein Jeglicher eilet auf sein Haus. Predigt zur Eröffnung der General-Synode der evangelisch-lutherischen Kirche in Preussen am 22. September 1852 zu Breslau. Dülfer & Geiser, Breslau 1852.
- Christus ist mein Leben, Sterben ist mein Gewinn. Rede gehalten zu Breslau den 24. September 1856 bei dem Leichenbegängnisse des Herrn Kaufmann Adolph Severin Gottlieb Grempler. Von Leopold Julius Nagel, Pastor der evangelisch-lutherischen Gemeinde zu Breslau. Carl Dülfer, Breslau 1856.
- Die evangelisch-lutherische  Kirche in Preußen und der Staat. S. G. Liesching, Stuttgart 1869 (Digitalisat).
- Festbüchlein zum dreihundertjährigen Jubiläum der Conkordienformel für die evangelisch-lutherischen Gemeinden in Preussen. Cottbus 1880.
- Gott befohlen! Abschieds-Predigt, am 12. Sonnt. post Trinitatis des Jahres vor der hiesigen evangelisch-lutherischen Gemeinde. In Comm. bei C. Dülfer (Dr. v. E. Gutsmann), Breslau 1881.